# Emmanuel Levinas
Emmanuel Levinas (Kaunas, 12 januari 1906 - Parijs, 25 december 1995) was een Frans-joodse filosoof van Litouwse afkomst. Wijsgerig gezien was hij een fenomenoloog en existentialist. Levinas koesterde aanvankelijk een grote bewondering voor Heidegger maar in de verdere ontwikkeling van zijn denkweg heeft Levinas een zeer fundamentele kritiek ontwikkeld op het denken van Heidegger én op de existentieel fenomenologische traditie in zijn geheel. Heidegger was een actief lid van de NSDAP en dit kan een bijkomende oorzaak zijn geweest van de (wijsgerige) breuk tussen Levinas en Heidegger.
De kritiek van Levinas op de fenomenologische traditie luidde dat er vanaf het begin geen ruimte was voor de Ander. Het belang van dit begrip, dat het meest kenmerkende aspect van zijn denken vormt, blijkt uit het feit dat hij het consistent met een hoofdletter aanduidt.
De receptie van zijn gedachtegoed is pas laat op gang gekomen (in Nederland in de jaren '70 en daarna) en deze maakt een sterke ontwikkeling door sinds zijn overlijden in 1995. Bij de opleving van de belangstelling zou zelfs sprake zijn van een Levinas-"mode" en die zou in Nederland en België zijn begonnen: daarbij zouden de publicaties van Roger Burggraeve en Theo de Boer een rol hebben gespeeld.

## Levensloop

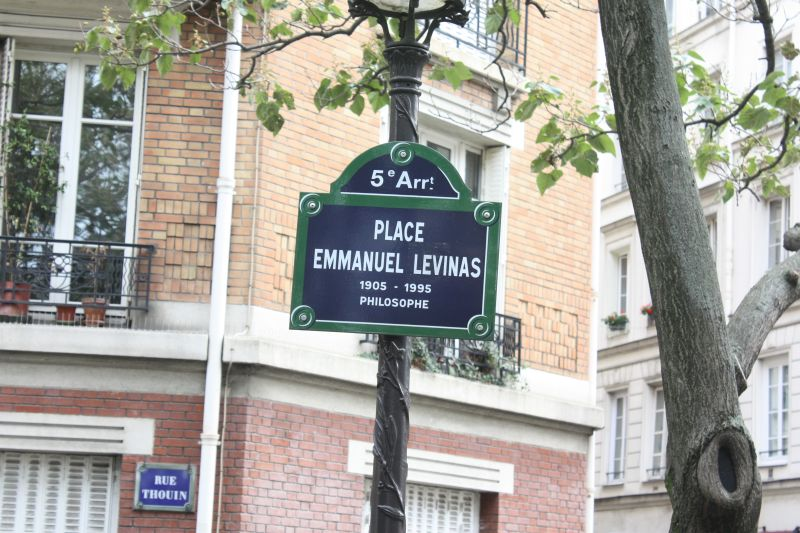
Place Emmanuel Levinas in Parijs

In 1930 werd hij tot Fransman genaturaliseerd. In de Tweede Wereldoorlog was hij Frans militair. Hij was een polyglot (hij beheerste onder meer Litouws, Russisch, Duits en Frans, alsook Jiddisch, Hebreeuws en Grieks) en door zijn talenkennis was hij werkzaam als tolk. Vrijwel zeker hierdoor heeft hij ondanks zijn joodse afkomst zijn Duitse krijgsgevangenschap overleefd. Deze omstandigheid werd een facet van zijn persoonlijkheid dat hem ook tot een der vooraanstaande 20e-eeuwse denkers over mensenrechten, humaniteit en vervolging zou maken, zoals ook bijvoorbeeld de Duits-joodse en lange tijd staatloze vluchtelinge Hannah Arendt. Hoewel hij ernaar streefde vergevingsgezind te zijn, zwoer hij na de oorlog nooit meer een voet op Duitse bodem te zullen zetten.
Al geruime tijd voor het verkrijgen van de Franse nationaliteit was hij in 1923 begonnen met zijn studie filosofie aan de Universiteit van Straatsburg. Daar kwam hij in contact met Charles Blondel, Maurice Halbwachs, Maurice Pradines en Henri Carteron. Hier begon ook zijn levenslange vriendschap met de Franse schrijver en filosoof Maurice Blanchot.
In 1928 ging hij naar de Universiteit van Freiburg in Duitsland voor de studie in de fenomenologie bij Edmund Husserl. Daar ontmoette hij ook Martin Heidegger, wiens hoofdwerk Sein und Zeit (1927) een diepe en blijvende invloed had op zijn denken. Uit zijn eerste drie belangrijkste publicaties blijkt dat hij schatplichtig is aan het gedachtegoed van zowel Husserl als Heidegger: La Théorie de l'intuition dans la phénoménologie de Husserl (1930) De l'Existence à l'existant (1947) en En découvrant l'existence avec Husserl et Heidegger (1949).
Na de Tweede Wereldoorlog verkeerde hij in progressieve filosofische kringen rond Gabriel Marcel en Jean Wahl.
Gedurende de jaren '50 begon hij zijn eigen opvattingen te ontwikkelen, waarin hij de ontologie wilde losmaken van zijn ethisch neutrale traditie. Zijn eerste grote werk Totaliteit en Oneindigheid (1961) werd deels beïnvloed door de dialogische filosofieën van Franz Rosenzweig en Martin Buber, maar hierin trachtte hij verder te gaan door een ontleding van de relatie "vis-à-vis" tegenover "de Ander".
Levinas gaf les (onder andere als hoogleraar) aan de universiteiten van Poitiers, Nanterre en Parijs. Onder andere ontving hij een eredoctoraat van de Universiteit Leiden op 15 mei 1975, in de Pieterskerk aldaar.

## Filosofie

### De Ander centraal
Levinas schrijft de Ander regelmatig bewust met een hoofdletter om het onophefbaar anders-zijn van de ander te benadrukken. De Ander kan en mag door mij niet gebruikt worden voor eigen doeleinden en is nooit ongewild te integreren voor mijn eigen doeleinden. Volgens Levinas was de Ander een weerloos schepsel dat een appèl doet op mijn verantwoordelijkheid. In wezen is de relatie tot de Ander bij Levinas dus ethisch van aard.

### Egologie en Ontologie
Levinas geeft met andere woorden fundamentele kritiek op het steeds trachten in te kapselen van de Ander in de eigen filosofie. Hij spreekt in dit verband over egologie. Egologie is dus een vorm van denken die het ego, het autonome 'ik' als centrale instantie beschouwt. In de Westerse denktraditie is dit al gaande sinds Descartes. Het 'ik' is het centrum, de medemens is enkel een belemmering voor de persoonlijke ontplooiing. Het spiegelbeeld noemen we ontologie, waar het 'ik' juist onderworpen wordt aan het allesomvattende Zijn, het (nood)lot. Dit laatste was volgens Levinas nog erger omdat de individuele subjectiviteit totaal verdwijnt. Dit was, of is, bijvoorbeeld het geval bij het communisme. Bij zowel egologisch als ontologisch denken is er sprake van een totaliserend monistisch denken want de totale werkelijkheid wordt steeds onder één noemer gevat. Het werkelijk anders-zijn is in dit denken een bedreiging en dient zo vlug mogelijk te worden ingepast in het eigen denken.

### Alteriteit
In zijn hoofdwerk 'Totalité et Infini' verbreedt Levinas zijn fundamentele kritiek (geen ruimte voor de Ander) tot de totale westerse wijsgerige traditie. In heel de westerse denktraditie zou er ten diepste 'geen begrip voor de ander' geweest zijn. Het westerse denken is er steeds op uit om dat wat anders is te reduceren tot iets meer beheersbaars. Deze tendens gaat volgens Levinas terug tot op het antieke Griekse denken. Alteriteit kan gedefinieerd worden als het onophefbaar anders-zijn van de Ander. De Ander is nooit door mijzelf in te sluiten in een zelf ontworpen systeem en wordt daarom door Levinas ook omschreven als het Oneindige (l'Infini). Heel Levinas' werk is een poging om de transcendentie van de Ander ten opzichte van het 'Zijn' filosofisch te articuleren. Dit doet hij onder andere door een fenomenologische beschrijving te geven van het gezicht van de Ander. De verschijning van het weerloze gelaat van de Ander kan mij ertoe bewegen de zorg voor het eigen 'zijn' te vergeten, de Ander doet dan, met andere woorden een appèl op mijn verantwoordelijkheid. In Nederland verscheen in 1971 een bundel essays onder de titel ' Het menselijk gelaat', gekozen en ingeleid door prof.dr. Ad Peperzak. Het eerste deel van tien essays gaat over Joodse wijsheid, het tweede deel bestaat uit zes essays en heet: Filosofie van het menselijk gelaat.

### Religieus Horizontalisme
Levinas weigert de relatie tot God te zien als een relatie naast en los van de relatie tot de Ander. De Oneindige openbaart zich uitsluitend in het gelaat van de Ander. God komt daar zelf niet aan te pas, hij laat zich door het menselijke bewustzijn niet in kaart brengen. God is veeleer de Ongrijpbare die voorbijgegaan is en die mij met de Ander heeft achtergelaten. Wanneer ik een appèl van de Ander beantwoord, 'zie' ik God in het gelaat van die Ander. God staat dus niet boven de mens (religieus verticalisme) maar is terug te vinden op Aarde in het gelaat van de weerloze Ander.

## Biografieën
- Marie-Anne Lescourret, Emmanuel Levinas. Flammarion, Parijs, 1994. ISBN 2-08-081367-6

Nederlandse vertaling Emmanuel Levinas: een biografie. Ambo, Baarn, 1996. ISBN 90-263-1439-6